# 와플

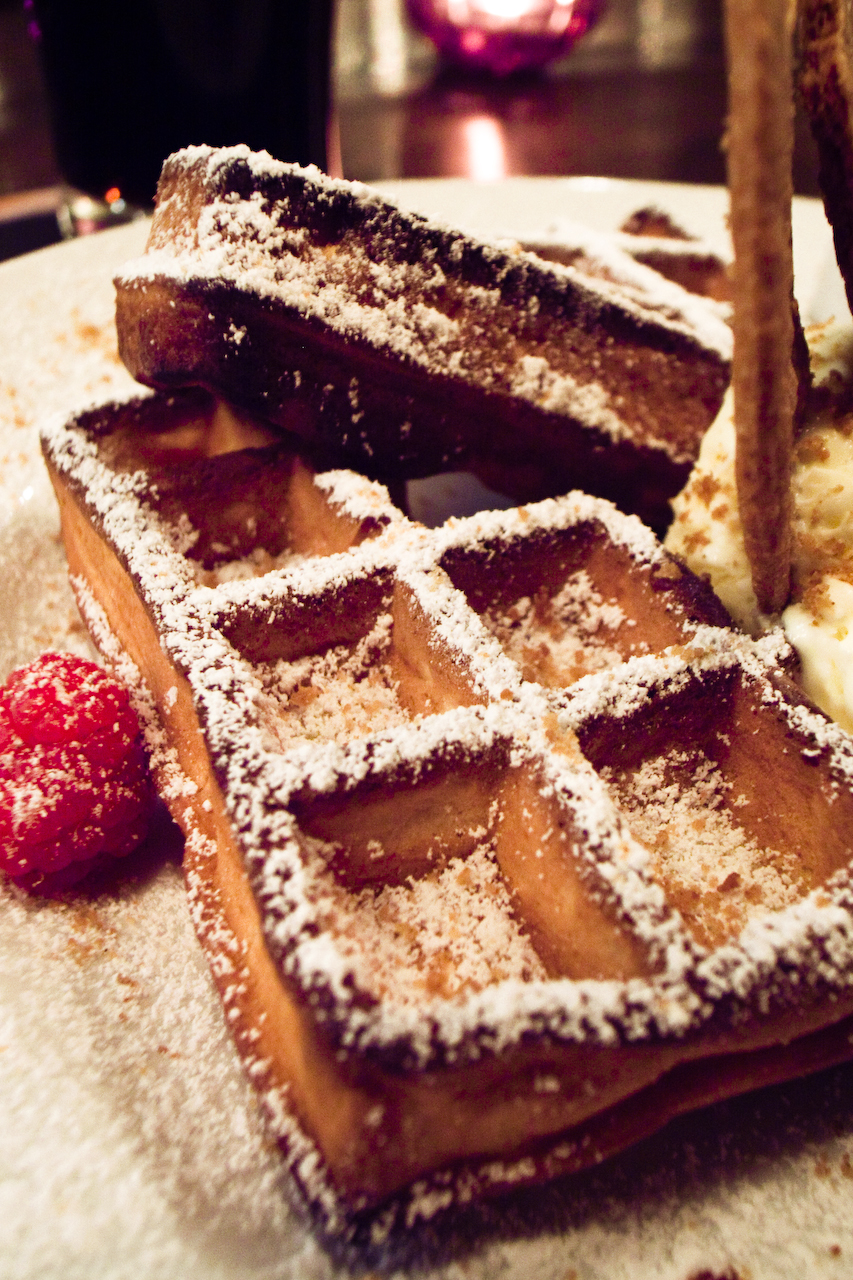
브뤼셀 와플

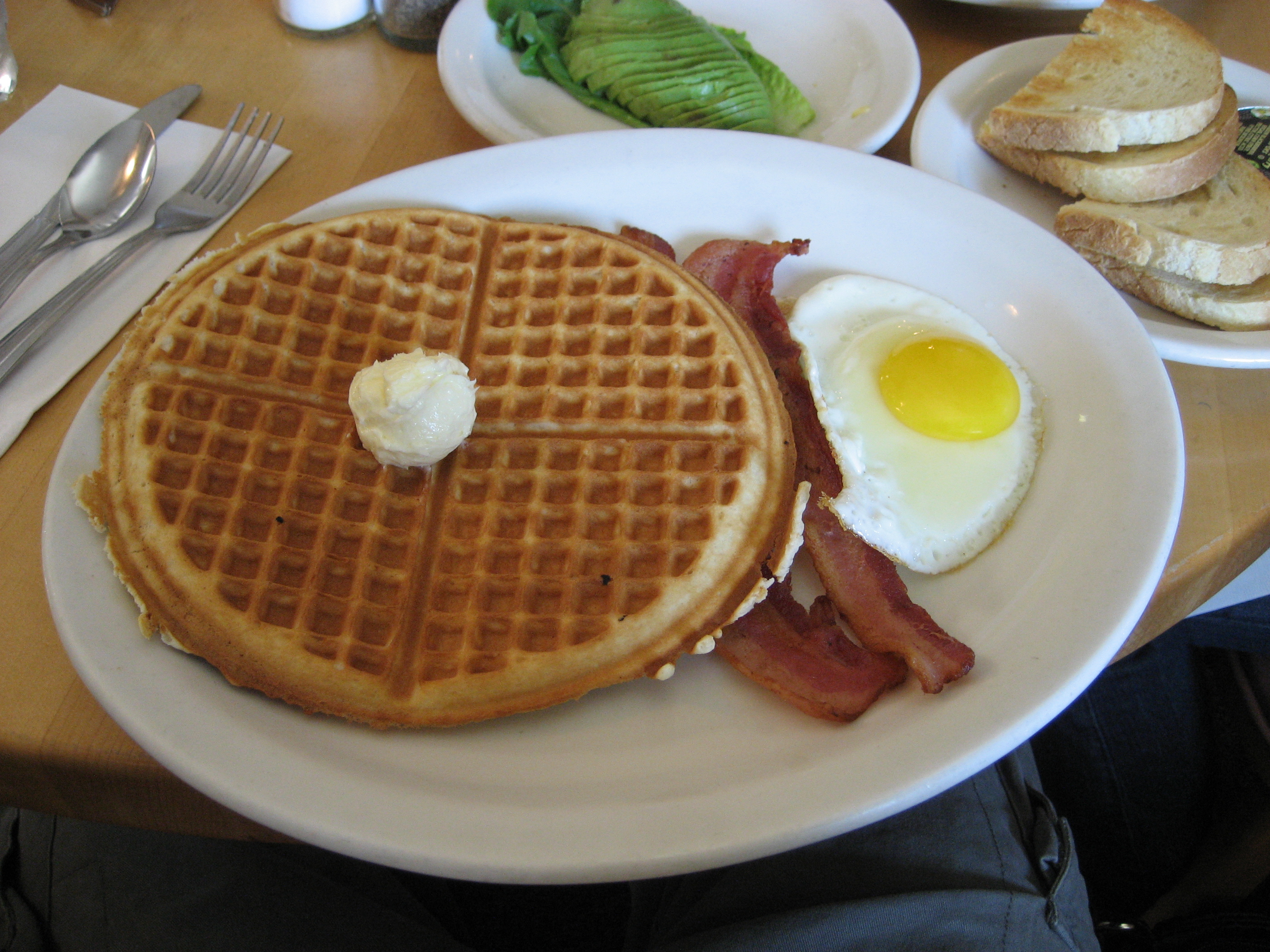
아메리칸 와플

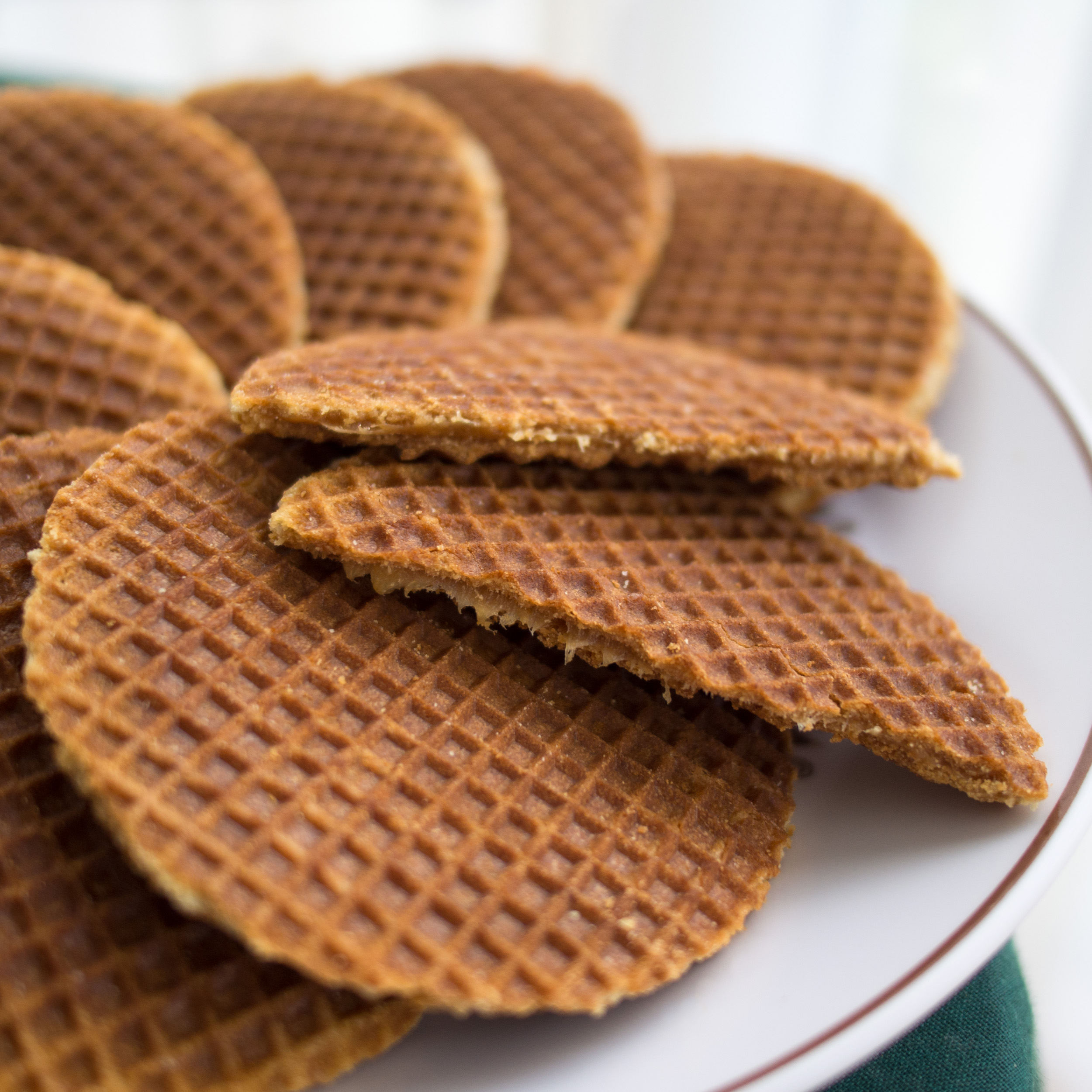
스트로프바펄

와플(영어: waffle,y 문화어: 구운빵지짐)은 두 개의 뜨거운 틀 사이에 끼며 와플 굽는 틀 속에 밀가루, 달걀, 우유 등을 반죽한 것을 넣어 말랑하게 구운 비스킷의 일종이며 독특한 패턴을 가진 외양이 특징이다. 취향에 따라 잼이나 크림을 발라서 먹을 수 있으며 특히 벨기에 와플이 유명하다.

## 어원
와플의 어원은 네덜란드어인 ‘바플(wafel)’에서 시작되었으며, ‘바플(wafel)’은 중세 네덜란드어인 ‘바펠레(wafele)’가 변형된 형태이다. ‘바펠레(wafele)’는 고대 고지 독일어의 ‘바바(waba)’, 고대 영어의 ‘웨펀(wefan)’에서 비롯된 단어로 알려져 있어, 독일 등지에서 벌집 모양으로 엮인 빵이 와플의 시작이었음을 짐작할 수 있다. 또한 와플과 가장 유사한 형태 혹은, 와플의 시작이었을 것으로 추축되는 팬케이크와 와플이 가장 다른 점은 벌집 모양의 유무라는 점도 알 수 있다. ‘우블리(oublie)’라는 빵은 9~10세기 서유럽에서 등장할 당시만 해도 격자무늬가 없었지만 13~15세기경 우블리에 격자무늬가 새겨지며 오늘날과 같은 와플 모습을 갖추기 시작했다고 언급하고 있어 이를 뒷받침해 준다.

## 역사
고대 그리스인들은 뜨거운 금속 평판 사이에 오벨리오스(obelios)라는 평평한 케이크를 조리했다. 중세 유럽으로 확산된 이 케이크 믹스는 밀가루 혼합물, 물나 우유, 가끔은 달걀이 포함되었으며 이것이 웨이퍼스(wafers)라 불리게 되었고 긴 손잡이가 있는 철판 사이로 가열 조리되었다.
와플은 9~10세기 중세 시대 초기로 거슬러 올라가며 이 시기에 fer à hosties / hostieijzers와 moule à oublies가 동시에 등장하였다.

## 종류
- 벨기에 와플

- 브뤼셀 와플[6] : 브뤼셀 와플은 전통적으로 에일 효모인 달걀흰자 잎 또는 효모 잎 반죽과 함께 준비된다; 때때로 두 가지 종류의 잎이 함께 사용된다. 다른 유럽 와플에 비해 가볍고 바삭하며 주머니가 넓으며, 직사각형으로 리에지 와플과 구별하기 쉽다. 벨기에에서는 대부분의 와플이 길거리 상인에 의해 따뜻하게 제공되고 제과 설탕으로 먼지를 털지만, 관광 지역에서는 크림, 부드러운 과일, 초콜릿 스프레드를 얹을 수도 있다.

- 리에주 와플[7] : 동부 벨기에의 리에주 시에서 따온 와플. 리에주 와플은 더 풍부하고, 더 촘촘하고, 더 달콤하고, 더 씹히는 와플이다. 벨기에 동부의 더 큰 왈로니아 지역이 원산지이며, 가우프레 데 체(Gaufres de chasse)라고도 불리는 이 빵들은 브리오슈 빵 반죽을 개조한 것으로, 구울 때 와플 바깥쪽에 캐러멜화 되는 진주 설탕 덩어리가 특징이다. 벨기에에서 가장 흔한 와플 종류로 전국 노점상들이 일반, 바닐라, 계피 종류로 제조했다. 미국에서는 와플 캐빈 브랜드로 대부분 북동부 지역의 스키 리조트에서 팔리는 것으로 가장 잘 알려져 있다.
- 아메리칸 와플[8] : 아메리칸 와플은 매우 다양하다. 일반적으로 벨기에산 와플보다 밀도가 높고 얇은 베이킹 파우더로 만든 반죽으로 만들며, 때때로 피칸, 초콜릿 방울 또는 열매와 섞이고 둥근 모양, 네모 모양 또는 직사각형 모양일 수 있다. 미국의 팬케이크처럼, 보통 버터, 메이플 시럽, 베이컨, 그리고 다른 과일 시럽, 꿀 또는 가루 설탕과 함께 달콤한 아침 음식으로 제공된다. 또 프라이드 치킨이나 와플과 같은 많은 다른 맛있는 음식이나 신장 스튜를 얹은 음식에서도 발견된다. 그것들은 또한 아이스크림과 다양한 다른 토핑을 얹은 디저트로 제공될 수 있다. 와플 전문 식당인 와플 집은 미국 남부 어디에 서나 볼 수 있다.

- 크로플 : 크루아상 생지를 와플 팬에 구워 아이스크림이나 메이플 시럽과 함께 먹는 디저트
- 베르기셰스란트 와플
- 홍콩 스타일 와플
- 판단 와플
- 스칸디나비아식 와플
- 고프르 푸레
- Galettes campinoises/Kempense galetten
- 스트로프바펄
- 핫도그 와플
- 와플 온 어 스틱
- 아이스크림 와플
- 플레미쉬 와플
- Kue gapit
- Gofri
- 크로플

## 토핑
와플은 토핑은 안 넣은 채 먹을 수 있지만, 아래의 토핑을 다양하게 첨가해서 먹을 수 있다.
- 버터
- 초콜릿 칩
- 애플 버터
- 둘세데레체
- 과일
- 바나나
- 블루베리
- 보이즌베리
- 라즈베리
- 블랙베리
- 딸기
- 꿀
- 잼
- 젤리
- 초콜릿 스프레드
- 땅콩버터
- 시럽
- 단풍당밀
- 초콜릿 시럽
- 캐러멜
- 크림
- 가루 설탕
- 아이스크림
- 슈가 파우더

등

## 같이 보기
- 웨이퍼
- 크로플
- 추로
- 팬케이크
- 피첼레
- 감자 와플
- 가이단자이
- 벨기에 와플
- 와플기